# 伊比利亞主義

伊比利亞主義者提案的國旗。基於19世紀兩國的國旗設計

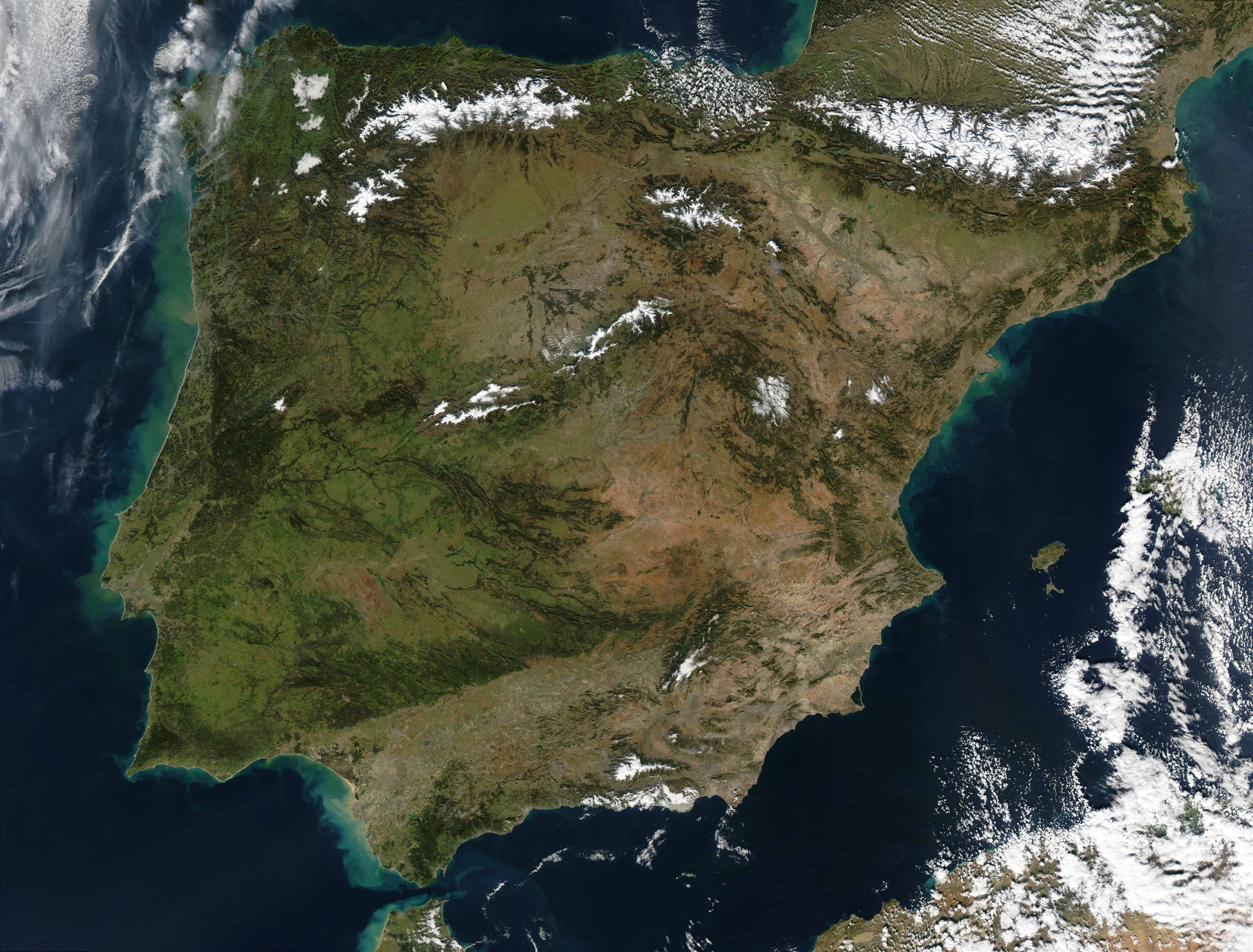
伊比利亞半島衛星照片。因伊比利亞半島形狀上的關係，在製作西班牙全國地圖時，葡萄牙一定會被包含進去

伊比利亞主義是主張伊比利亞半島上的兩個國家西班牙和葡萄牙兩國在政治上統合的思想。自19世紀中期開始，西班牙和葡萄牙兩國知識分子中間開始有人提倡這一思想。
西班牙和葡萄牙兩國在語言、文化和歷史上有諸多共同之處。兩國的原住民都是凱爾特人和伊比利亞人，之後成為羅馬帝國的一部份，西羅馬帝國崩潰後成為西哥特王國的一部份（西哥特王國早期還擁有現法國南部的部份土地）。之後因伊斯蘭勢力的進攻而成為安達盧斯的一部份，逃亡伊比利亞半島北部的基督教政权展開收復失地運動，逐漸擴大其在南部的領土。1143年，之後成為西班牙主體的卡斯蒂利亞王國承認葡萄牙的前身葡萄牙伯國的獨立，但在文化和語言上都幾乎與葡萄牙相同的加利西亞卻留在了卡斯蒂利亞。加利西亞現在雖仍然使用加利西亞語，但加利西亞語直到葡萄牙獨立為止和葡萄牙語形成了相同的語言共同體，兩者極為接近。即使是現在，葡萄牙人也和加利西亞人有著超越國家的親近感。
收復領土運動結束之後，兩國在大航海時代均在中南美和非洲、亞洲擁有殖民地并進行貿易，也向這些地區輸出了伊比利亞半島的文化和天主教。1580年到1640年期間，西班牙哈布斯堡王朝曾兼任西班牙國王和葡萄牙國王，兩國實際上是共主邦聯的狀態，因西班牙武力侵占了葡萄牙，稱伊比利聯盟，為當時世界上最大的國家及殖民帝國。直到布拉干薩王朝成立葡萄牙才再度確保政治上的獨立。然而兩國都在17世紀之後没落，19世紀早期半個西班牙被拿破崙法國入侵佔領（葡萄牙在這一時期，王室逃到里約熱內盧），雖經過西班牙獨立戰爭獲得獨立，其余波影響到拉丁美洲，殖民地先後獨立。
此外，20世紀西班牙在西班牙內戰後進入弗朗哥獨裁體制時期，葡萄牙也在1930年代后進入安東尼奧·德奧利維拉·薩拉查軍事獨裁體制。獨裁持續到1970年代中期。之後隨著民主化和經濟的發展，兩國都在1986年加入當時的歐洲共同體（EC、現歐洲聯盟（EU））。此外，如前所述，西班牙西北部的加利西亞地區使用和葡萄牙語非常相似的加利西亞語。另外，兩國都是天主教國家，在大航海時代都曾積極在海外進行傳教。
如上所述，雖因歷史經緯現在存在西班牙和葡萄牙兩個國家，但兩國之間有諸多共同點，兩國通過政治統合實現力量最大化是伊比利亞主義的基本思想。
到19世紀為止，兩國的知識份子提出了各種方案以求政治統合，但未能實現。現今雖已不活躍，但獲得諾貝爾文學獎的葡萄牙作家若澤·薩拉馬戈曾提及西班牙應和葡萄牙實現政治統合，引發了一些議論。